# Баженовка (Воронежская область)
Баженовка — поселок в Эртильском районе Воронежской области России.
Входит в состав Первоэртильского сельского поселения.

## География
В посёлке имеется одна улица — Боженовская.

## Население
| 2000 | 2010 |
| ---- | ---- |
| 134  | ↘45  |

Население поселка в 2005 году составляло 115 человек.